# クロスビー&ナッシュ
クロスビー&ナッシュ（Crosby & Nash）はデヴィッド・クロスビーとグラハム・ナッシュによる音楽デュオ。1970年代及び2000年代にクロスビー・スティルス・ナッシュ&ヤング（CSNY）またはクロスビー・スティルス&ナッシュ（CSN）の活動と並行する形で活動した。

## 歴史
CSNYのデビュー・アルバム『デジャ・ヴ』（1970年）の成功と同年夏の解散の後、クロスビー、スティーヴン・スティルス、ナッシュ、ニール・ヤングのメンバー全員がそれぞれソロ・アルバムをリリースした。クロスビーの『イフ・アイ・クッド・オンリー・リメンバー・マイ・ネーム』とナッシュの『ソング・フォー・ビギナーズ』は1971年に発表され、ともにRIAAからゴールドレコードとして認定された。1970年9月11日にマンチェスターで撮影されたBBC制作のアコースティック・スペシャルで勢いをつけた2人は、1971年秋にアコースティック・ツアーを行い、好評を博した。
1972年、2人は共作アルバムを録音することを決めた。発表されたアルバム『Graham Nash David Crosby』はビルボード200で4位となり、2人がスティルスとヤングがいなくても有望であることを証明した。1972年、クロスビーがバーズの再結成アルバムのレコーディング・セッションに参加したので、2人はさらなる活動をすることができなくなった。1973年、二人は定期的にツアーを行うようになり、ヤングのアルバ厶『時は消え去りて』制作のためのツアーにも参加するようになった。クロスビーは電子音楽のパイオニアでありグレイトフル・デッドの仲間でもあるネッド・ラギンと『シーストーンズ』（1975年）やその他の未発表作品でコラボレーションを続け、ナッシュはセカンド・ソロ・アルバム『ワイルド・テイルズ』（1974年）を録音している。この間、スティーヴン・スティルス（1970年）、ヤングの『ハーヴェスト』（1972年）、ジャクソン・ブラウンの『レイト・フォー・ザ・スカイ』（1974年）、ジョニ・ミッチェルの『コート＆スパーク』（1974年）など、カリフォルニアのロックシーンの仲間たちのアルバムに単独または共同でバックヴォーカルで参加している。

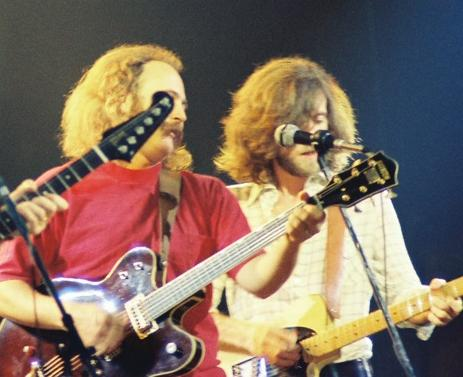
左からクロスビー、ナッシュ（1974年）

1974年、二人はCSNYの再結成ツアーに参加し、ハワイで新しいアルバムのレコーディングを試みる。アルバムを完成させることができなかったクロスビーとナッシュは、ABCレコードと契約を交わした。旧レーベルとの契約上、ABCのLPのカセットテープ版と8トラックテープ版はアトランティックから発売された。レコーディング活動では、『ウインド・オン・ザ・ウォーター』（1975年、第6位）と『ホイッスリング・ダウン・ザ・ワイヤー』（1976年、第26位）を発表し、いずれもRIAAゴールド認定を受けた。特に「ウインド・オン・ザ・ウォーター」は、1973年から1977年の間にCSN&Yのメンバーがリリースしたアルバムの中で、最も高いチャートを獲得した作品である。
1976年春、スティルスとヤングが彼らのプロジェクト『Long May You Run』のレコーディング・セッションに二人を招待し、CSNYの短い再結成につながった。しかし、クロスビーとナッシュは『ホイッスリング・ダウン・ザ・ワイアー』を完成させるための時間的制約からレコーディング・セッションから離れることを余儀なくされ、スティルスとヤングはクロスビーとナッシュのボーカルを消してスティルス・ヤング・バンドの名義でアルバムを発表することになった。このことに怒りを覚えたクロスビーとナッシュはスティルスともヤングとも二度と仕事をしないと誓ったが、その誓いは1年も続かず、1977年にCSNのセカンド・アルバムのためにスティルスと再集結することになった。ヤングは楽曲の別コピーを保管し、1977年のアルバム『Decade』でクロスビーとナッシュのヴォーカルを加えた「Long May You Run」のヴァージョンを発表している。
ABCは1979年にMCAコングロマリットに買収される前に、クロスビー＆ナッシュのアルバムを4枚リリースしている。前述の2枚のスタジオ・アルバムに加え、1977年にはコンサート・ドキュメント『Crosby-Nash Live』、1978年にはコンピレーション『The Best of Crosby & Nash』を発表している。この4枚のアルバムには、クレイグ・ダーギー（キーボード）、ティム・ドラモンド（ベース、1975年から）、ダニー・コーチマー（リードギターと時折ベース）、ラス・カンケル（ドラム）、マルチインストゥルメンタリストのデヴィッド・リンドレー（スライドギター、ペダルスティール・ギター、ビオラ、バイオリン）からなるマイティ・ジッターズがバックバンドとして参加している。『ウインド・オン・ザ・ウォーター』のレコーディングでは、セッション・ベーシストのリーランド・スカラーがドラモンドと交代で参加し、ダーギー、コーチマー、クンケル、スカラーのラインナップは、アトランティックから出たクロスビー＆ナッシュの最初のアルバムの多くをバックアップし、セクションとしてこの時代を通してレコーディングを行った。メンバーの都合により、2人はエレクトリック・ベースの集合体として（1973年以降はマイティ・ジッターズのみ）、あるいはダーギーとリンドレーとのセミアコースティック編成でツアーを行うことになった。1973年秋のエレクトリック・ツアーでは、バックバンドからコーチマーが省かれ、クンケルの代わりにジェファーソン・スターシップのドラマーであるジョン・バーベイタが参加した。インフルエンザにかかったリンドレーの代わりに、後のイーグルスのギタリスト、ドン・フェルダーが残りの日程で演奏を担当した。
1977年にCSNがほぼ永続的に再結成されると、ダーギーはCSNのセッションとそれに続く1978年までのツアーのためにグループに付いてマイアミに行き、クロスビーと「Shadow Captain」という曲も共同作曲した。ダーギーは1990年代初頭まで、クロスビー＆ナッシュと様々な形で定期的にコラボレーションを続け、ナッシュの『イノセント・アイズ』（1986年）やクロスビーの『オー・イエス・アイ・キャン』（1989年）を共同プロデュースしている。
1978年にCSNのセッションが中断された後、クロスビー＆ナッシュは1年後にキャピトル・レコードのために新しいアルバムを録音しようとしたが、クロスビーがコカインに依存するようになったため、このプロジェクトは頓挫した。このセッションの音源は、最終的にナッシュのソロアルバム『アース＆スカイ』に収録され、クロスビーの曲は収録されなかった。1980年代のクロスビーの薬物問題や服役のため、ナッシュとの活動はほとんどなかったが、この10年間にCSNとCSNYのアルバムに参加し、クロスビーの釈放後はデュオとして断続的にツアーを再開している。1990年のCSNのアルバム『Live It Up』はクロスビー＆ナッシュのレコードとしてスタートしたが、当初スティルス＆ナッシュの作品のためのセッションだった前作『Daylight Again』と同様に、アトランティック・レコードはトリオが揃っていないプロジェクトのリリースに難色を示した。
2004年、クロスビーのバンドである「CPR」のサード・アルバムのレコーディング・セッションが発展する形となり、クロスビー＆ナッシュは、1976年以来となるオリジナル・スタジオ・レコード、2枚組アルバム『Crosby * Nash』をサンクチュアリ・レコードからリリースし、主にCPRのツアー・メンバーによってバッキングが行われた。2006年、CSNYがFreedom of Speech '06ツアーを開始した際にシングルCDがリリースされた。2009年2月に発売されたグラハム・ナッシュのボックスセット『Reflections』には、クロスビー＆ナッシュのアルバムに使われたのと同じバンドによる2007年10月21日のトラック「In Your Name」が、クロスビーを含むバック・ボーカルで収録されている。
ナッシュは2016年3月、2人の関係が悪化しているため、クロスビーとは二度と仕事をしない可能性が高いと述べている。2023年1月にクロスビーが死去、再度の活動は叶わないことになった。

## 客演
クロスビー＆ナッシュは、1970年代の著名なシンガーソングライターやアルバム志向のロックパフォーマーに選ばれるハーモニーヴォーカリストでもあった。彼らの最も有名なセッション作品には、スティルスのファーストソロアルバム（1970年）に収録された「愛への讃歌」と「Sit Yourself Down」がある。他にはヤングのアルバム『ハーヴェスト』（1972年）、ジョニ・ミッチェルのヒットシングル「フリーマン・パリス」（1974年）、ジェームス・テイラーの「メキシコ」（1975年）、ジャクソン・ブラウンの「The Pretender」（1976年）が挙げられる。
デイヴ・メイソン、J・D・サウザー、エルトン・ジョン、アート・ガーファンクル、ゲイリー・ライト、キャロル・キング、ジョン・メイヤー、デヴィッド・ギルモアのアルバムにも参加した。最近ではギルモアの『Rattle That Lock』年）に収録されている。

## ディスコグラフィ

### スタジオ・アルバム
| タイトル                                                                     | 発売データ                                                | チャート最高位 | チャート最高位 | チャート最高位 | チャート最高位 | チャート最高位 | チャート最高位 | チャート最高位 | チャート最高位 | チャート最高位 | 認証                   |
| タイトル                                                                     | 発売データ                                                | 米             | 豪             | 独             | 伊             | 蘭             | 諾             | 瑞             | 英             | 加             | 認証                   |
| ---------------------------------------------------------------------------- | --------------------------------------------------------- | -------------- | -------------- | -------------- | -------------- | -------------- | -------------- | -------------- | -------------- | -------------- | ---------------------- |
| グラハム・ナッシュ=デイヴィッド・クロスビー                                  | 発売日: 1972年4月5日 レーベル: アトランティック・レコード | 4              | 18             | —              | —              | 4              | 11             | 14             | 13             | 6              | - US: ゴールドディスク |
| ウィンド・オン・ザ・ウォーター                                               | 発売日: 1975年9月15日 レーベル: ABCレコード               | 6              | —              | —              | —              | —              | —              | —              | —              | 28             | - US: ゴールドディスク |
| ホイッスリング・ダウン・ザ・ワイヤー                                         | 発売日: 1976年6月25日 レーベル: ABCレコード               | 26             | —              | —              | 17             | 12             | —              | —              | —              | 17             | - US: ゴールドディスク |
| クロスビー・ナッシュ                                                         | 発売日: 2004年8月10日 レーベル: サンクチュアリ・レコード  | 142            | —              | 98             | 30             | 35             | —              | —              | 78             | —              |                        |
| "—" denotes items that did not chart or were not released in that territory. |                                                           |                |                |                |                |                |                |                |                |                |                        |

### その他
| Title                                                                        | Album details                                               | Peak chart positions | Information |
| Title                                                                        | Album details                                               | US                   | Information |
| ---------------------------------------------------------------------------- | ----------------------------------------------------------- | -------------------- | ----------- |
| Crosby-Nash Live                                                             | - Released: October 31, 1977 - Label: ABC Records           | 52                   | Live        |
| The Best of Crosby & Nash                                                    | - Released: October 1978 - Label: ABC Records               | 150                  | Compilation |
| Another Stoney Evening                                                       | - Released: January 13, 1998 - Label: Grateful Dead Records | —                    | Live        |
| The Best of Crosby & Nash: The ABC Years                                     | - Released: October 15, 2002 - Label: MCA Records           | —                    | Compilation |
| Crosby & Nash: Highlights                                                    | - Released: July 18, 2006 - Label: Sanctuary Records        | —                    | Sampler     |
| Crosby-Nash: In Concert                                                      | - Released: October 11, 2011 - Label: Blue Castle Records   | —                    | Live DVD    |
| "—" denotes items that did not chart or were not released in that territory. |                                                             |                      |             |

### シングル
| Year | Single                   | US BB | CA | Album                    |
| --- | ------------------------ | ----- | -- | ------------------------ |
| 1972 | "Immigration Man"        | 36    | 23 | Graham Nash David Crosby |
| 1972 | "Southbound Train"       | 99    | –  | Graham Nash David Crosby |
| 1975 | "Love Work Out"          | –     | –  | Wind on the Water        |
| 1975 | "Carry Me"               | 52    | 65 | Wind on the Water        |
| 1975 | "Take the Money and Run" | 103*  | –  | Wind on the Water        |
| 1975 | "To The Last Whale"      | –     | –  | Wind on the Water        |
| 1976 | "Out of the Darkness"    | 89    | –  | Whistling Down the Wire  |
| 1976 | "Spotlight"              | 109   | –  | Whistling Down the Wire  |
| 2004 | "Lay Me Down"            | –     | –  | Crosby & Nash            |
| "—" denotes a recording that did not chart. US charts are Billboard unless otherwise noted. * Cashbox Singles Chart. "Lay Me Down" reached number 8 on the Triple A Songs chart. |                          |       |    |                          |